# Campeonato Mundial de Basquetebol Feminino Sub-19
O Campeonato Mundial de Basquetebol Feminino Sub 19 é a competição organizada pela Federação Internacional de Basquetebol (FIBA) que visa apurar o campeão mundial entre os filiados na categoria feminino até 19 anos. Grandes atletas de basquetebol engrandeceram a importância da competição dentre elas: a campeã mundial em 1994 pelo Brasil Janeth Arcain, as campeãs olímpicas e mundiais Lauren Jackson (Austrália) e Diana Taurasi (Estados Unidos). Mais recentemente Damiris Dantas (Brasil), Celine Dumerc (França) e Liz Cambage (Austrália) também já disputaram a competição.
A Seleção Brasileira que foi a anfitriã na edição em 1997, conquistou sua melhor posição em 2011 com um bronze.Em 2023 ficou pelos Oitavos-de-Final perdendo para a Seleção Canadense por 45-89
Assim como na categoria adulta a Seleção Estadunidense desempenha um papel largamente hegemônico tendo conquistado medalhas em 12 de 15 edições disputadas até 2023.

## Histórico
| 1985 Detalhes | Estados Unidos · Colorado Springs    | União Soviética | 80–75  | Coreia do Sul       | Iugoslávia     | 86–63 | China          |
| 1987 Detalhes | Espanha · Bilbau                     | União Soviética | 109–93 | Iugoslávia          | Austrália      | 69–61 | Checoslováquia |
| 1993 Detalhes | Coreia do Sul Seul                   | Austrália       | 72–54  | Rússia              | Polônia        | 74–53 | Coreia do Sul  |
| 1997 Detalhes | Brasil · Natal                       | Estados Unidos  | 78–74  | Austrália           | Eslováquia     | 45–40 | Brasil         |
| 2001 Detalhes | Chéquia · Brno                       | Chéquia         | 82–80  | Rússia              | Estados Unidos | 77–72 | Austrália      |
| 2005 Detalhes | Tunísia · Nabeul e Tunes             | Estados Unidos  | 97–76  | Sérvia e Montenegro | China          | 78–61 | Rússia         |
| 2007 Detalhes | Eslováquia · Bratislava              | Estados Unidos  | 99–57  | Suécia              | Sérvia         | 52–50 | Espanha        |
| 2009 Detalhes | Tailândia · Bangkok                  | Estados Unidos  | 87–71  | Espanha             | Argentina      | 58–51 | Canadá         |
| 2011 Detalhes | Chile · Puerto Montt e Puerto Varas  | Estados Unidos  | 69–46  | Espanha             | Brasil         | 70–67 | Austrália      |
| 2013 Detalhes | Lituânia · Klaipėda e Panevėžys      | Estados Unidos  | 61–28  | França              | Austrália      | 73–68 | Espanha        |
| 2015 Detalhes | Rússia · Chekhov e Moscou            | Estados Unidos  | 78–70  | Rússia              | Austrália      | 69–62 | Espanha        |
| 2017 Detalhes | Itália · Cividale del Friuli e Udine | Rússia          | 86–82  | Estados Unidos      | Canadá         | 67–60 | Japão          |
| 2019 Detalhes | Tailândia · Bangkok                  | Estados Unidos  | 74–70  | Austrália           | Espanha        | 58–52 | Bélgica        |
| 2021 Detalhes | Hungria · Debrecen                   | Estados Unidos  | 70–52  | Austrália           | Hungria        | 68–62 | Mali           |
| 2023 Detalhes | Espanha · Madrid                     | Estados Unidos  | 69–66  | Espanha             | Canadá         | 80–73 | França         |
| 2025 Detalhes | Suíça · Lausanne                     |                 |        |                     |                |       |                |

## Quadro de Medalhas
| Ordem | País                | Medalha de ouro | Medalha de prata | Medalha de bronze | Total |
| ----- | ------------------- | --------------- | ---------------- | ----------------- | ----- |
| 1     | Estados Unidos      | 10              | 1                | 1                 | 12    |
| 2     | União Soviética     | 2               | 0                | 0                 | 2     |
| 3     | Austrália           | 1               | 3                | 3                 | 7     |
| 4     | Rússia              | 1               | 3                | 0                 | 4     |
| 5     | Chéquia             | 1               | 0                | 0                 | 1     |
| 6     | Espanha             | 0               | 2                | 2                 | 4     |
| 7     | Iugoslávia          | 0               | 1                | 1                 | 2     |
| 8     | Coreia do Sul       | 0               | 1                | 0                 | 1     |
|       | França              | 0               | 1                | 0                 | 1     |
|       | Sérvia e Montenegro | 0               | 1                | 0                 | 1     |
|       | Suécia              | 0               | 1                | 0                 | 1     |
| 12    | Canadá              | 0               | 0                | 2                 | 2     |
| 13    | Argentina           | 0               | 0                | 1                 | 1     |
|       | Brasil              | 0               | 0                | 1                 | 1     |
|       | China               | 0               | 0                | 1                 | 1     |
|       | Eslováquia          | 0               | 0                | 1                 | 1     |
|       | Hungria             | 0               | 0                | 1                 | 1     |
|       | Polônia             | 0               | 0                | 1                 | 1     |
|       | Sérvia              | 0               | 0                | 1                 | 1     |